# Juan Niño
Juan Niño (¿-1518/20) fue un navegante y descubridor español, nacido en Moguer a finales del siglo XV. Era el hermano mayor de los Niño. Maestre y dueño de la carabela la Niña en el primer viaje descubridor. También acompañó a Cristóbal Colón y demás miembros de su familia, en el segundo viaje colombino y en el tercer viaje colombino.

## Biografía
Juan Niño era el hijo mayor de Alfón Pérez Niño. La familia Niño constituía una estirpe de marinos avezados y curtidos en travesías por el Atlántico y el Mediterráneo. Fue creciendo en el ambiente marinero de su familia, formándose como marino hasta adquirir amplia experiencia.
En 1488 mandó construir, en los astilleros del Puerto de Moguer, la carabela La Niña, a la que denominó en su botadura Santa Clara en honor a la titular del Monasterio de Santa Clara de Moguer.
Tuvo una participación destacada en los preparativos y desarrollo del viaje descubridor. Los Niño, una vez superadas las primeras reticencias al proyecto de Colón, se convirtieron en férreos defensores del viaje, y pusieron todo su empeño en llevar a cabo la empresa Colombina. Convencieron a la marinería moguereña, y resto de marinos que habitualmente navegaban con ellos, para que se alistaran en el viaje colombino. Junto a sus hermanos, organizaron los preparativos de su carabela que se realizaron,  en julio de 1492, en el Puerto de Moguer.
En el primer viaje descubridor fue el maestre de La Niña y además aportó, a la empresa colombina, su carabela, La Niña, según los testimonios recogidos en unas probanzas de servicios de la familia Niño impulsadas por su nieto, Alonso Vanegas, en el año 1552. Leonor Vélez, cuñada de Jan Niño, entre otros testigos, declaraba:

" …. Juan Niño había ido al viaje con un navío suyo a su costa…"
Probanzas de servicio familia Niño, Testimonio de Leonor Vélez.

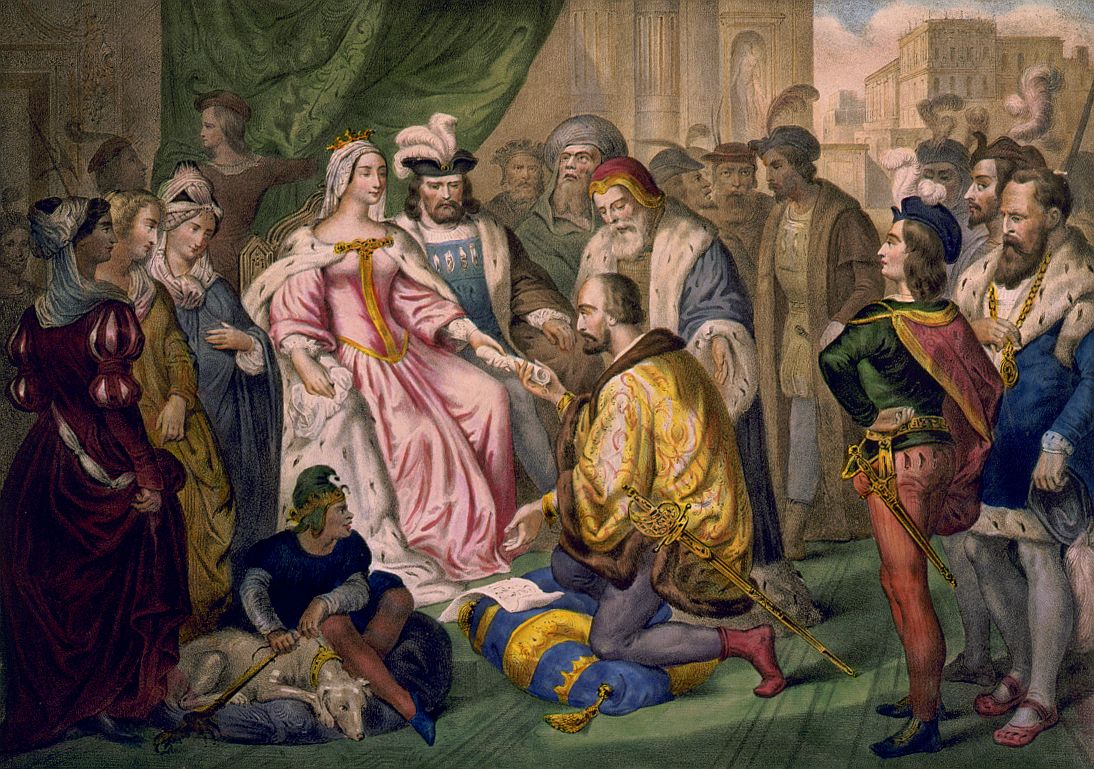
Recibimiento de Colón y Juan Niño por los Reyes Católicos

Al regreso del viaje colombino, el 15 de marzo de 1493, llegó en la carabela La Niña al Puerto de Palos, encaminándose, posteriormente, sus tripulantes (Cristóbal Colón, los hermanos Niño y el resto de la marinería) para cumplir el Voto colombino. En el Monasterio de Santa Clara cumplieron el voto realizado en alta mar. Luego se alojó varios días con el Almirante Colón, en su casa de la calle Ribera de Moguer, antes de acompañarlo a Barcelona para dar la noticia de sus descubrimientos a los Reyes Católicos.
También acompañó a Cristóbal Colón, como maestre de la carabela La Niña, en el segundo viaje colombino, entre 1493 y 1496.
En el tercer viaje colombino, entre 1499 y 1501, también viajó siguiendo la ruta colombina del segundo viaje, donde se descubrió Paria, la tierra de gracia.
Desde 1514 ostentó el cargo de piloto real. Se casó con Marina González, con la que tuvo cuatro hijos: Andrés, Alonso, Francisco y Leonor; aunque algunos autores afirman que sólo Alonso y Leonor eran sus hijos, mientras Andrés y Francisco eran sobrinos. Entre sus hijos cabe destacar a Andrés Niño, el cual capituló en 1518, con el Emperador Carlos, para ir al descubrimiento de la Mar del Sur. 
Continuó participando en viajes transatlánticos hasta que murió en las Indias entre 1518 y 1520.